# Regina Jaquessová
Regina Jaquessová (* 7. června 1984 Duluth) je americká profesionální vodní lyžařka. Je členkou týmu Malibu Boats. Vodnímu lyžování se věnuje od raného dětství, její trenérkou byla Cory Pickosová.
Na Panamerických hrách získala v roce 2003 stříbrnou medaili a v roce 2011 vyhrála ve slalomu. Na Světových hrách 2013 zvítězila ve slalomu i ve skocích. Na Panamerických hrách 2019 získala tři zlaté medaile: za skoky, slalom i víceboj. V roce 2019 vytvořila světový rekord 4,5 bóje v 10,25 metrech.
Na mistrovství světa ve vodním lyžování vyhrála pětkrát víceboj (2003, 2005, 2013, 2015 a 2017), čtyřikrát slalom (2005, 2013, 2015 a 2017) a pětkrát soutěž družstev (2001, 2003, 2005, 2013, a 2017).
Byla vyhlášena vodní lyžařkou roku 2013 podle Water Ski Magazine a v letech 2005, 2010, 2013, 2015 a 2018 podle Mezinárodní federace vodního lyžování.
Vystudovala farmacii na Louisianské univerzitě.